# 兰德格拉夫
兰德格拉夫（Landgraf）是一個在德國人和德裔美國人中常見的姓氏，本意為领地伯爵。知名人物有：
- 阿恩·蘭德格拉夫（Arne Landgraf，1977年－），德國賽艇運動員
- 布魯克斯·蘭德格拉夫（Brooks Landgraf，1981年－），美國政治家
- 布魯諾·蘭德格拉夫·達斯·內維斯（Bruno Landgraf das Neves，1986年－），巴西運動員
- 弗朗茨·蘭德格拉夫 (Franz Landgraf，1888年–1944年)，德國將軍
- 約翰·蘭德格拉夫（John Landgraf，1962年－），美國電視高管
- 君特·蘭德格拉夫（Günther Landgraf，1928年-2006年），德國物理學家
- 卡普拉尼·蘭德格拉夫（Kapulani Landgraf，1966年－），美國藝術家
- 卡塔琳娜·蘭德格拉夫（Katharina Landgraf，1954年－），德國政治家
- 肯·蘭德格拉夫（Ken Landgraf，1950年－），美國漫畫插畫家
- 路易斯‧蘭德格拉夫，美國政治家
- 曼努埃拉‧蘭德格拉夫 (Manuela Landgraf)，德國雙人滑運動員
- 尼克拉斯·蘭德格拉夫（Niklas Landgraf，1996年－），德國足球員
- 西格麗德·蘭德格拉夫（Sigrid Landgraf，1969年－），德國曲棍球運動員
- 史丹利·蘭德格拉夫（Stanley I. Landgraf，1925年-1997年），美國商人
- 斯特芬·蘭德格拉夫（Steffen Landgraf，1980年－），德國運動員
- 沃納‧蘭德格拉夫（Werner Landgraf，1959年－），德國天文物理學家
- 威利·蘭德格拉夫（Willi Landgraf，1968－），德國足球員

|  | 本页或本分段罗列了姓氏为「兰德格拉夫」的人物。 如果是一个指代特定个人的内链将您引导到本页，請考慮修正該人物的名字以將链接指向正確的條目。 |